# Andreas Eberhardt
Andreas Eberhardt (* 1962 in Hagen) ist ein deutscher Sozialwissenschaftler und Stiftungsdirektor. Im Fokus seiner Arbeit stehen die Stärkung einer demokratischen Zivilgesellschaft in Europa und das Engagement für eine zeitgemäße Erinnerungskultur. 
Er war 2019 Gründungsdirektor und bis Ende 2022 Geschäftsführer der Alfred Landecker Foundation.

## Leben und Wirken
Andreas Eberhardt studierte von 1983 bis 1990 an der Georg-August-Universität Göttingen und der Westfälischen Wilhelms-Universität Münster Soziologie, Politikwissenschaft, Publizistik und Kommunikationswissenschaft (M.A.) und wurde 1996 mit einer Arbeit über die Verarbeitung von Gefangenschaft und Lagerhaft promoviert. Von 1991 bis 1993 war er wissenschaftlicher Mitarbeiter am Institut für Deutsche Sprache, Literatur und ihre Didaktik in Münster. In seiner Zeit als wissenschaftlicher Mitarbeiter des durch die VW-Stiftung geförderten Projekts „Reden oder Schweigen. Individuelle Erinnerung und kollektive Erinnerungsarbeit“ führte er zwischen 1997 und 1998 zahlreiche Interviews mit Überlebenden des Holocaust und weiteren Opfern nationalsozialistischer Verfolgung.
Von 1998 bis 2009 war Eberhardt bei Gegen Vergessen – Für Demokratie e.V. tätig und leitete als wissenschaftlicher Referent bei dem von Hans-Jochen Vogel gegründeten bundesweit tätigen Verein unter anderem die Kampagne zur Entschädigung ehemaliger NS-Zwangsarbeiter. 2005 übernahm er die Geschäftsführung und entwickelte unter dem Vorsitz von Joachim Gauck Projekte zur Auseinandersetzung mit der kommunistischen und nationalsozialistischen Vergangenheit in Deutschland, zur Bekämpfung von Antisemitismus und Fremdenfeindlichkeit und zur Stärkung der Demokratie. So initiierte er beispielsweise das Editions- und Bildungsprojekt „Kinder über den Holocaust“, welches u. a. ein Theaterstück umfasste, und die erste Online-Beratung gegen Rechtsextremismus.
Von 2009 bis 2016 hat Eberhardt als erster geschäftsführender Vorstand die von den Staatspräsidenten beider Länder initiierte Stiftung Deutsch-Israelisches Zukunftsforum aufgebaut. Ziel war es, neue Ansätze zur Stärkung der deutsch-israelischen Beziehungen zu etablieren. Beim Festival „LivingFuture“ zum 50-jährigen Bestehen diplomatischer Beziehungen wurde der Förderansatz den Staatspräsidenten Joachim Gauck und Reuven Rivlin in Berlin präsentiert.
2016 wurde Eberhardt Vorstandsvorsitzender der Stiftung „Erinnerung, Verantwortung und Zukunft“. Die Bundesstiftung, zunächst als Gemeinschaftswerk der deutschen Wirtschaft und des Bundes zur Entschädigung ehemaliger Zwangsarbeiter des NS-Regimes gegründet, fördert seit dem Abschluss der Auszahlungen internationale Projekte zur Versöhnung. In dieser Rolle war Eberhardt sowohl für die Anpassung der humanitären Programme zur Unterstützung der noch lebenden Opfer des Nationalsozialismus in Deutschland, Mittel- und Osteuropa und Israel, als auch für die Weiterentwicklung einer zeitgemäßen gesellschaftlichen Auseinandersetzung mit den Verbrechen des nationalsozialistischen Deutschlands verantwortlich. Er ermöglichte die Erstellung des ersten interaktiven digitalen Testimonials einer Zeitzeugin in deutscher Sprache und etablierte mit MEMO Deutschland eine erste repräsentative Umfrage zur Erinnerungskultur in Deutschland.
2020 wechselte Eberhardt als Gründungsdirektor und Geschäftsführer zur Alfred Landecker Foundation, die sich sowohl für die Stärkung der Demokratie im digitalen Zeitalter, den Schutz von Minderheiten als auch für ein digitales Update der Erinnerungskultur einsetzt. Zu den geförderten Projekten gehören unter anderem CeMAS – Center für Monitoring, Analyse und Strategie und HateAid.
Andreas Eberhardt ist verheiratet und hat zwei Kinder.

## Ehrenamt
Eberhardt ist stellvertretender Vorsitzender der Beiratskommission I zur Geschichte der Konzentrationslager bei der Stiftung Brandenburgische Gedenkstätten.

## Publikationen

### Autor
- Verschwiegene Jahre. Biographische Erzählungen von Gefangenschaft und dem Leben danach. Berlin 1998, ISBN 978-3-87061-714-1

### Herausgeber
- mit Feliks Tych, Alfons Kenkmann und Elisabeth Kohlhaas: Kinder über den Holocaust. Frühe Zeugnisse 1944 – 1948. Berlin 2008, ISBN 978-3-938690-08-6
- Antidiskriminierungsarbeit in der Schule. Berlin 2006, Gegen Vergessen – Für Demokratie e.V (Hrsg.)
- „Es ist schwer, Worte zu finden“. Lebenswege ehemaliger Zwangsarbeiterinnen. Berlin 1999, Gegen Vergessen – Für Demokratie e.V. und Förderverein für Memorial St. Petersburg e.V. (Hrsg.)

### Aufsätze (Auswahl)
- Mit Maria Luisa Schweizer: Counterstrategien gegen Antisemitismus. Ein Blick in die Zukunft des wirkungsvollen Förderns. In: Medaon. Magazin für jüdisches Leben in Forschung und Bildung, 14, 2020. Abgerufen unter https://www.medaon.de/de/artikel/counterstrategien-gegen-antisemitismus-ein-blick-in-die-zukunft-des-wirkungsvollen-foerderns/
- Mit Christoph Heubner: Auschwitz als Metapher. Ein Gespräch über die Schwierigkeiten, das Vermächtnis von Auschwitz für künftige Generationen wachzuhalten. In: Richard Pyritz/Matthias Schütt (Hg.): Auschwitz als Aufgabe. 25 Jahre Internationale Jugendbegegnungsstätte Oświęcim (Auschwitz). Berlin 2013. S. 169 – 180, ISBN 978-3-937233-92-5
- Achim Beyer. In: Karl Wilhelm Fricke/Peter Steinbach/Johannes Tuchel (Hg.): Opposition und Widerstand in der DDR. Politische Lebensbilder. München 2002. S. 146 – 150, ISBN 978-3-406-47619-8
- Die Angst ist weg. Spuren des Lagers und der Umbruch 1989/90 – Zwei Biographien aus der Niederlausitz. In: Hans-Jochen Vogel/Rita Süssmuth (Hg.): Gedenken und Bewahren in unserer Demokratie. München 2001, S. 126 – 137, ISBN 978-3-598-23762-1
- Erzählte und geschriebene Lebensgeschichte. Unterschiede mündlich erzählter und schriftlich verfasster Biographien. In: Friedhelm Boll/Annette Kaminsky (Hg.): Gedenkstättenarbeit und Oral History. Lebensgeschichtliche Beiträge zur Verfolgung in zwei Diktaturen. Berlin 1999, S. 129 – 150, ISBN 978-3-8305-0033-9
- Leben in Gefangenschaft – Hafterfahrungen in schriftlichen Berichten und mündlichen Erzählungen. In: H. Kury / U. Baumann (Hg.): Politisch motivierte Verfolgung: Opfer von SED-Unrecht. Hg. v. Max-Planck-Institut für ausländisches und internationales Strafrecht. Freiburg 1998, S. 171 – 182, ISBN 978-3-86113-028-4
- Rückkehr in die Fremde. Weggehen und Wiederkehren des Internierten Kurt Wiedekind. In: Annette Kaminsky (Hg.): Heimkehr 1948. München 1998, S. 299 – 306, ISBN 978-3-406-44201-8
- Tagebücher. In: Ursula Fischer: Von der Last des Schweigens. Berlin 1997. S. 7 – 10, ISBN 978-3-320-01946-4
- Haft- und Lagerberichte aus der DDR/SBZ. Bibliographie. In: Nicola Keßler u. a. (Hg.): Menschen im Gefängnis. Literarische Selbstzeugnisse, authentische Texte und Materialien für den schulischen und außerschulischen Unterricht. Bonn 1996. S. 206 – 211, ISBN 978-3-930982-03-5